# Max Le Blanc

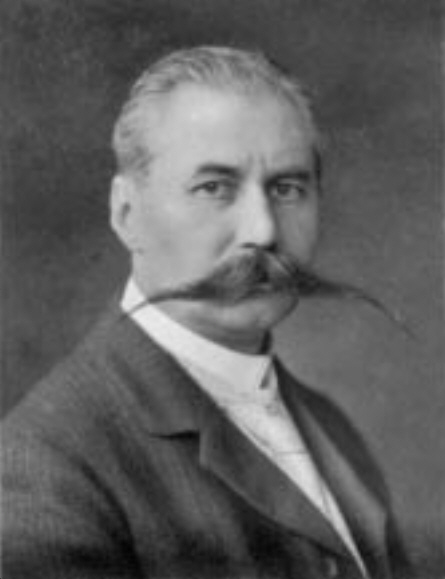
Max le Blanc in Karlsruhe

Max Julius Louis Le Blanc (* 26. Mai 1865 in Barten (Ostpreußen); † 31. Juli 1943 in Leipzig) war ein deutscher Elektrochemiker.

## Leben

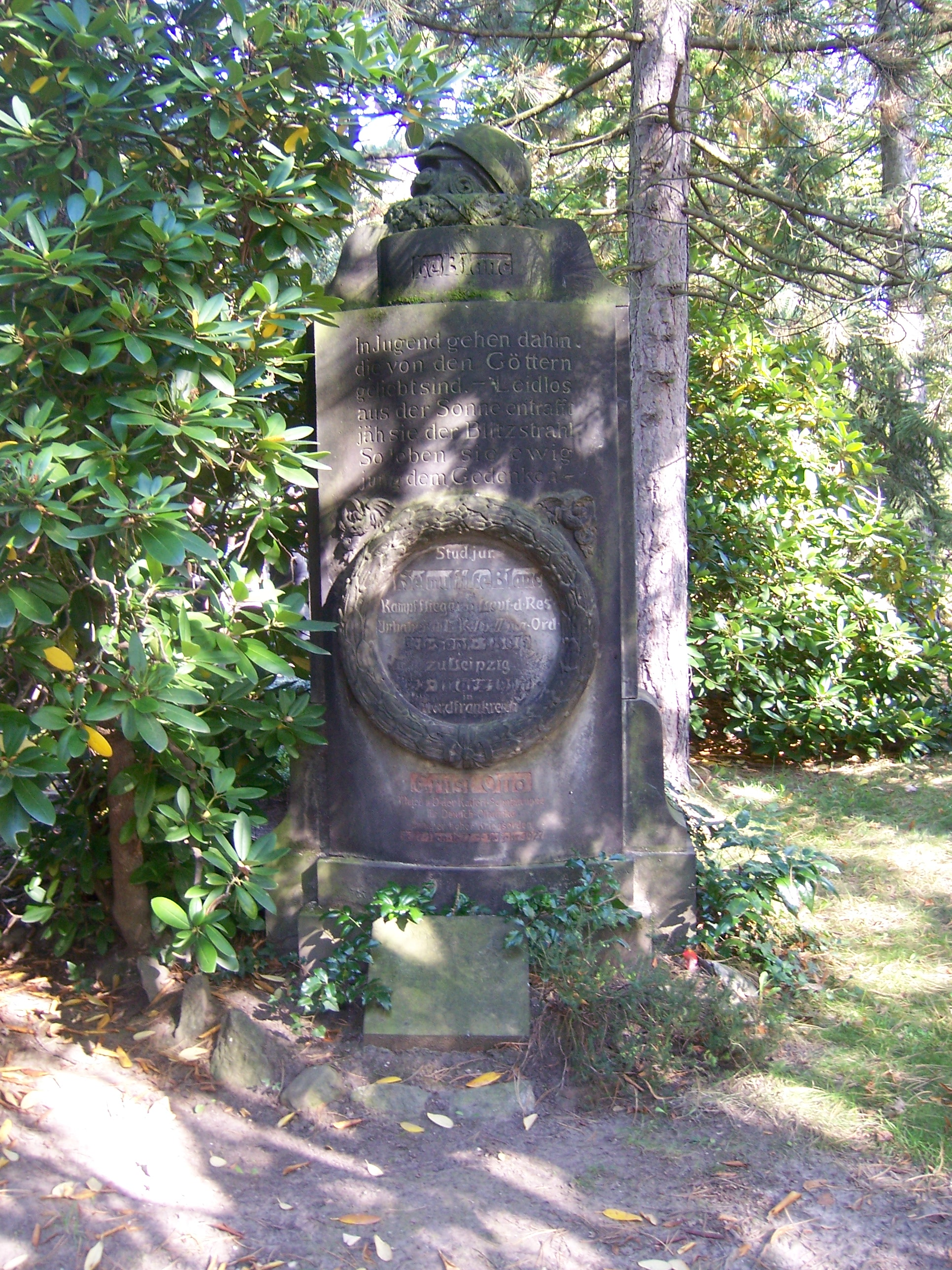
Grabstätte Max Le Blanc und Angehörige auf dem Südfriedhof Leipzig

Le Blanc wurde als Sohn des Geheimen Baurats Louis Le Blanc und seiner Ehefrau Marie Kickton geboren. 1883 legte er die Reifeprüfung am Gymnasium in Rastenburg ab. Von 1883 bis 1886 studierte er Chemie an den Universitäten in Tübingen, München und Berlin. Er promovierte bei A. W. Hofmann in Berlin und wirkte später als Assistent bei Wilhelm Ostwald in Leipzig (Habilitation: 1891, Professur: 1895), wo er bis zum Sommersemester 1896 auch Lehrveranstaltungen abhielt. Im selben Jahr wechselte Le Blanc aber zur im Aufbau befindlichen elektrochemischen Abteilung der Farbwerke Hoechst in Frankfurt am Main. 1901 erhielt er einen Ruf auf den neuen Lehrstuhl für Physikalische und Elektrochemie der Technischen Hochschule Karlsruhe. 1906 wechselte er zurück an die Universität Leipzig und leitete dort bis 1933 das Institut für Physikalische und Theoretische Chemie. Von 1925 bis 1926 war er außerdem Rektor der Universität. Er beschäftigte sich vor allem mit Kautschukuntersuchungen und später mit der Leitfähigkeit von Metalloxiden. Im Jahr 1925 wurde er zum Mitglied der Leopoldina gewählt. Seit 1907 war er ordentliches Mitglied der Sächsischen Akademie der Wissenschaften. Im Jahr 1937 erhielt er die Cothenius-Medaille der Leopoldina.
Nach der Machtübergabe unterschrieb Le Blanc zum 11. November 1933 das Bekenntnis der Professoren an den deutschen Universitäten und Hochschulen zu Adolf Hitler und dem nationalsozialistischen Staat.
In Leipzig hatte Le Blanc erkannt, dass die Zersetzungsspannung für jedes Ion einen charakteristischen Wert besitzt. Le Blanc und Kiliani erkannten, dass die angelegte Spannung bei einer Elektrolyse zur selektiven Abscheidung einzelner Metalle bei der Elektrolyse genutzt werden kann (Elektrogravimetrie). Ferner entwickelte Le Blanc die Wasserstoffelektrode zur pH-Messung, säurestabile Diaphragmen, eine Kapillare zur Messung der Elektrodenpotentiale und eine Aufzeichnungsmethode für Wechselstrom (Oszillograph).